# Archivo Histórico Provincial de Guadalajara
El Archivo Histórico Provincial de Guadalajara deposita los documentos de las administraciones públicas con ámbito de actuación en la provincia española de Guadalajara. Fue inaugurado en 1932 y es de titularidad estatal dependiente del Ministerio de Educación, Cultura y Deporte y gestionado por la Consejería de Educación, Cultura y Deportes de la Junta de Comunidades de Castilla-La Mancha.

## Historia

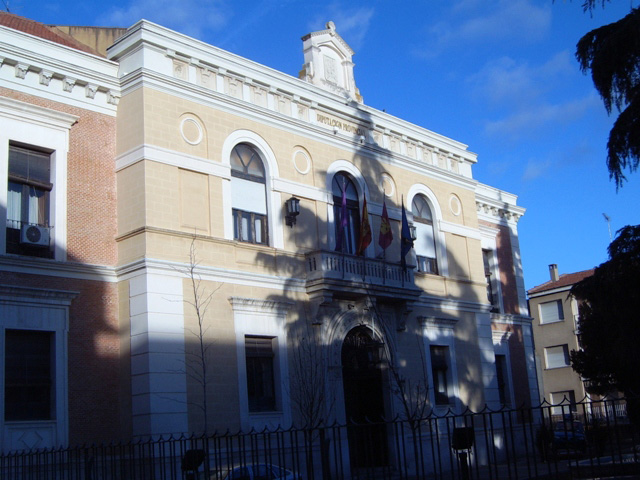
Unos salones del palacio de la Diputación albergaron los fondos del Archivo Histórico Provincial desde 1943 hasta 1973.

La creación de los archivos históricos provinciales es fruto, por un lado, de la organización administrativa, territorial y política que se da en España desde el primer tercio del siglo XIX y, por otro, del proceso paralelo de eclosión del movimiento cultural de la erudición que se produce durante este siglo. Finalmente, son creados por Decreto de 12 de noviembre de 1931, siendo el Archivo Histórico Provincial de Guadalajara uno de los primeros en crearse pocos meses después de la declaración legal.
Tras el decreto de 1931, se pensó albergar el archivo en el antiguo palacio de los Duques de Arjona y, más tarde, en el convento de los Remedios, donde compartiría ubicación con la biblioteca y el museo provincial.
Mientras tanto, se instaló en una sala de la biblioteca pública, que estaba situada en el palacio de Antonio de Mendoza. La falta de espacio fue la causa de que los protocolos notariales no pudieran ser custodiados en este emplazamiento.
Tras la guerra civil, durante la que se suspendieron las obras de acondicionamiento para el archivo en el convento de los Remedios, el entonces director del Archivo Histórico Provincial se quejó de que se habían amontonado los protocolos de Guadalajara en las salas donde se conservaba el Catastro de Ensenada. De esta forma tan peculiar ingresaron los primeros protocolos notariales al Archivo Histórico Provincial de Guadalajara.

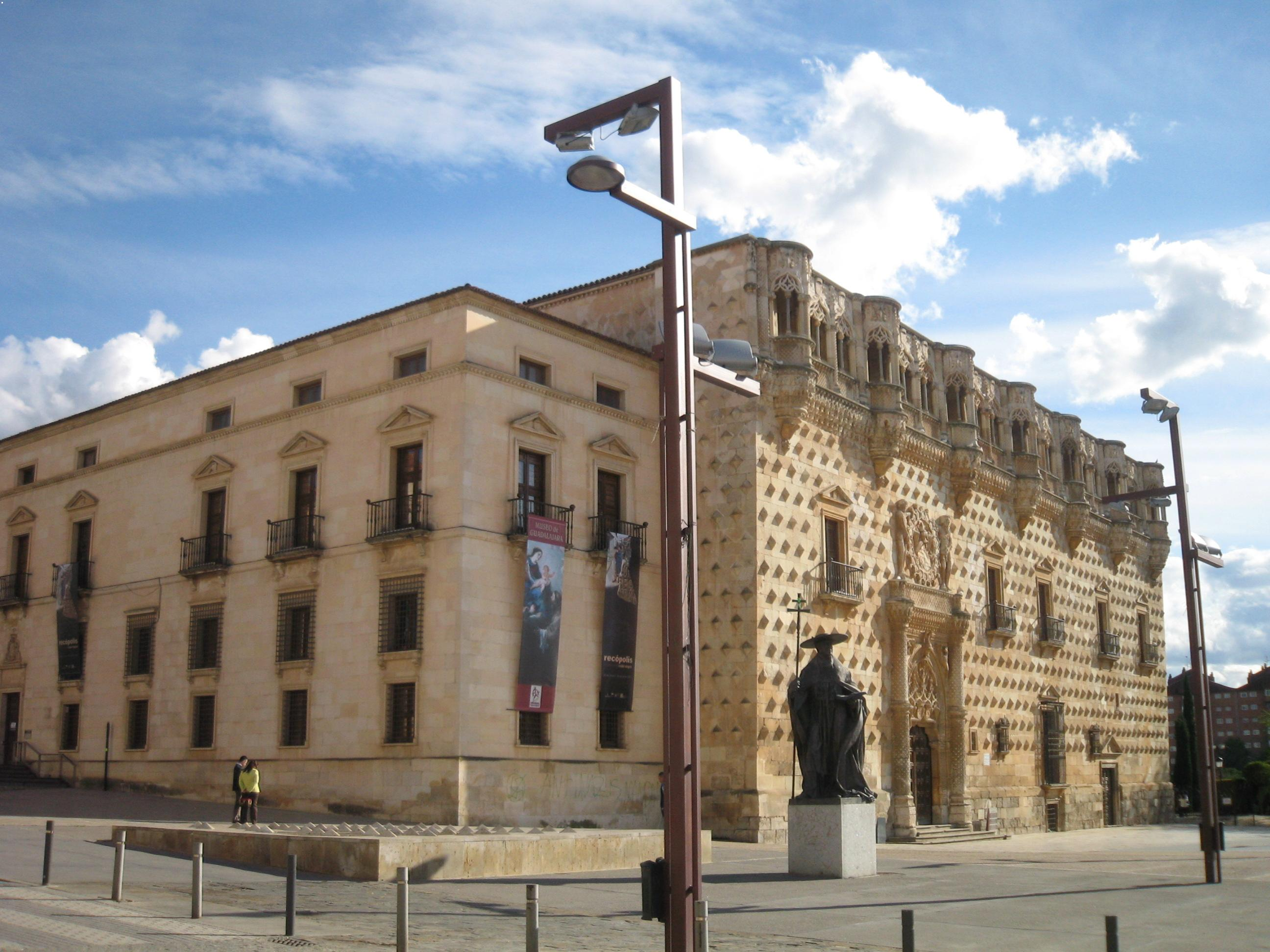
El palacio del Infantado fue sede del Archivo Histórico Provincial de Guadalajara desde 1973 hasta 2012.

En 1943, el Archivo Histórico Provincial fue trasladado a unos salones del palacio de la Diputación y allí comenzó el tratamiento científico de la documentación. Por entonces, el Archivo Histórico Provincial de Guadalajara estuvo unido a la creación y formación del Archivo General de la Administración, que se ubicó temporalmente en las dependencias del palacio del Infantado hasta que en 1973 finalizaron las obras de su sede en Alcalá de Henares. A finales de ese año, una vez trasladado el Archivo General a Alcalá, el Archivo Histórico Provincial de Guadalajara fue reubicado en el palacio del Infantado, aunque ya estaba allí una buena parte de la documentación, ya que, por falta de espacio en el palacio de la Diputación, se fueron depositando desde 1965 los protocolos notariales de Molina de Aragón, Atienza y Sigüenza y documentación de la Delegación de Hacienda de Guadalajara.
Hasta finales de 2012 estuvo compartiendo ubicación en el palacio del Infantado con el museo provincial hasta que fue inaugurada su sede de nueva construcción, acondicionado expresamente para la conservación y ampliación de los fondos del archivo.

## Sede
Desde 1972 hasta finales de 2012 el Archivo Histórico Provincial de Guadalajara estuvo ubicado en el palacio del Infantado, uno de los edificios góticos más emblemáticos de la ciudad, donde compartió sede con la biblioteca pública y el museo provincial, entre otros.
En otoño de 2012 se inauguró la nueva sede en el barrio del Balconcillo de Guadalajara, en la intersección de la calle de Julián Besteiro con la avenida del Ejército. El edificio de obra nueva ocupa una superficie total de 7226,65 m² y los archivos del depósito de documentación suman 39 168 m. Además cuenta con zonas de atención al público, un área de divulgación cultural, un salón de actos para 120 personas y una biblioteca auxiliar, entre otros servicios.

## Fines
La finalidad del Archivo se basa en tres preceptos recogidos en la Constitución Española de 1978:
- Principio de eficacia de las Administraciones Públicas (art. 103.1). El papel de los archivos en la gestión administrativa es imprescindible para dotar a las administraciones públicas de un instrumento que facilite las decisiones de sus órganos y, de esta forma, mejorar el servicio que prestan. Los archivos justifican las actuaciones y actividades de los organismos, testimonian los derechos y deberes de las instituciones y de la ciudadanía, garantizan la transparencia y legalidad de las actuaciones de las administraciones públicas en el ejercicio de sus competencias y apoyan las medidas necesarias para la simplificación y racionalización de los procedimientos administrativos.
- Derecho de acceso de las personas a los archivos y registros administrativos (art. 105.b). El derecho de acceso a la información trata del reconocimiento expreso por la administración pública de que todas las personas tienen derecho a conocer, de manera clara y fehaciente, las actuaciones que directamente les atañen o interesan. Directamente relacionado con el principio de transparencia del sector público, el acceso a la información generada por las instituciones en el ejercicio de sus competencias se considera un derecho fundamental en una sociedad democrática, pues su ejercicio favorece la participación ciudadana y fortalece los principios de seguridad jurídica y publicidad en la gestión de los asuntos públicos.
- Conservación del patrimonio documental público (art. 46). Los archivos tienen la obligación de conservar y custodiar el patrimonio documental público para uso y disfrute por las generaciones actuales y futuras.

## Objetivos y funciones
El Archivo Histórico Provincial de Guadalajara cumple las funciones de archivo histórico de la administración periférica del Estado, de la administración periférica del subsistema de archivos de los órganos de gobierno y de la administración de la Junta de Comunidades de Castilla-La Mancha. Esto supone que recoge, organiza, conserva y difunde la documentación procedente de archivos centrales de las delegaciones y de las entidades públicas de carácter provincial, además de la documentación de los organismos, instituciones y entidades de carácter provincial dependientes de la Junta de Comunidades de Castilla-La Mancha que hayan sido suprimidas, independientemente de su antigüedad.

## Fondos documentales
El Archivo Histórico Provincial de Guadalajara, en la actualidad, custodia 13 374 metros lineales de documentación que ha sido transferida por la administración. Esta documentación procede de la administración estatal periférica y de la administración autonómica.
- Administración Estatal Periférica. Administración de Justicia, Fe Pública (notarial y registral), Administraciones Públicas (Subdelegación del Gobierno), Agricultura, Asuntos Sociales, Cultura, Educación, Economía y Hacienda, Estadística, Interior, Obras Públicas, Sanidad y Seguridad Social y Trabajo.
- Administración Autonómica Periférica. Administraciones Públicas, Bienestar Social, Cultura, Economía y Hacienda, Industria y Sanidad.
- Administración Local. Ayuntamientos y Diputación Provincial de Guadalajara. Documentos catastrales.

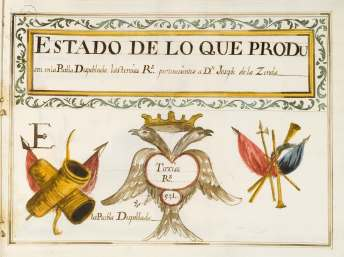
Documentos catastrales.

- Administración Institucional. Cámara Agraria Provincial, Cámara de la Propiedad Urbana, Colegio Oficial de Arquitectos de Castilla-La Mancha (Delegación Guadalajara)
- Administración Corporativa. Organización Sindical
- Franquismo. Delegación Provincial de la Sección Femenina, Falange Española Tradicionalista y de las JONS, Delegación Provincial de Educación Física y Deportes y Delegación Provincial de Juventud.
- Administración Electoral. Junta Electoral Provincial

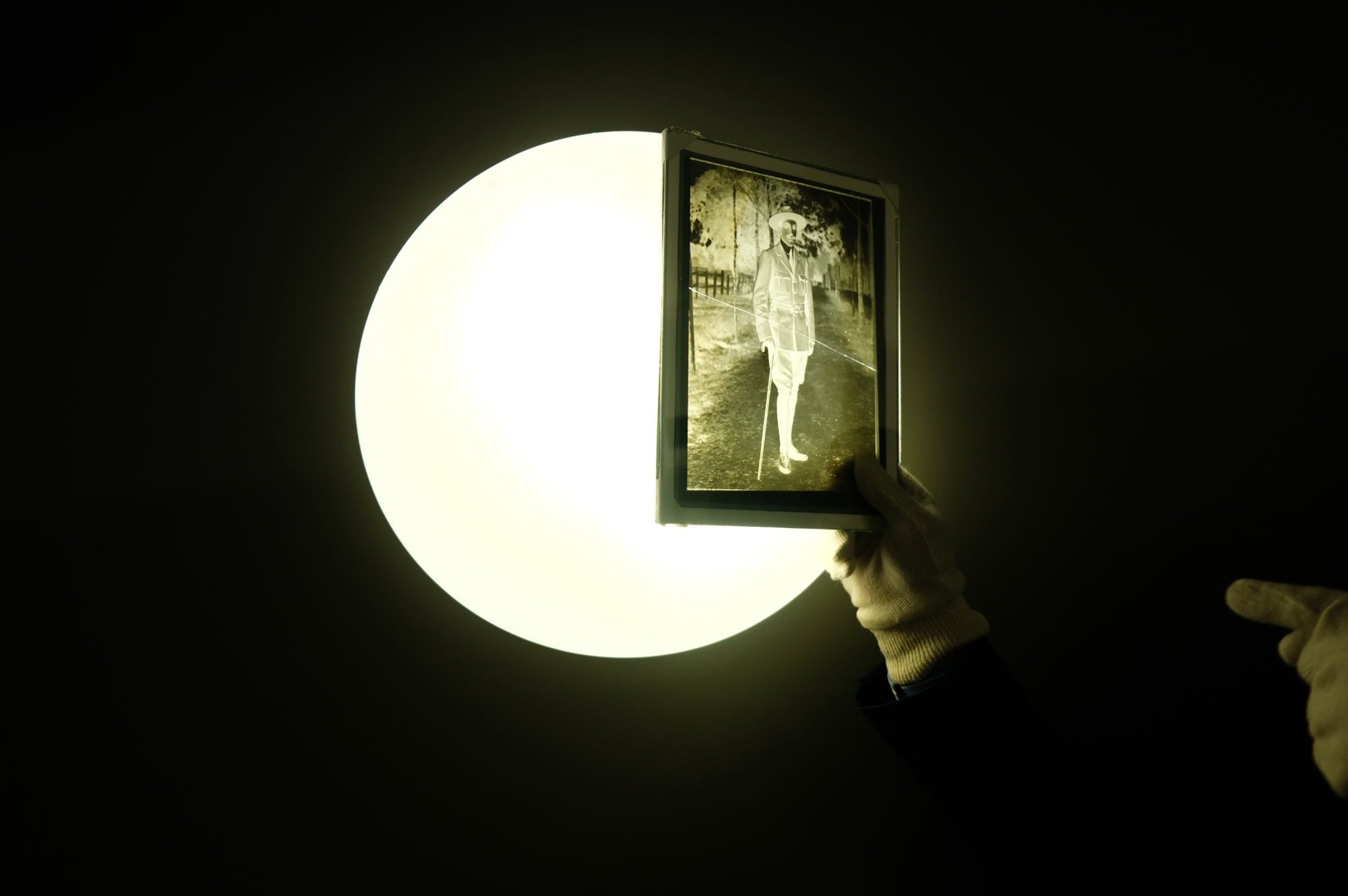
Fotografía de Alfonso XIII en el archivo

- Archivos de Asociaciones y Fundaciones. Asociación de Amigos del Archivo Histórico Provincial de Guadalajara, Archivo de la Asociación Alcarreña para la Defensa del Medio Ambiente (DALMA), Federación Alcarreña de Baloncesto, Agrupación Fotográfica de Guadalajara (Archivo Fotográfico Francisco de Goñi y Soler).
- Archivos de Empresas. Especialidades Farmacéuticas Hijos de Agustín García
- Colecciones. Documentos figurativos (mapas, planos, dibujos, Colección Guerra Civil Española, "Mirada Viva" de Santiago Bernal) y audiovisuales (archivos orales).

## Servicios
El acceso al Archivo Histórico Provincial de Guadalajara es libre y gratuito para todos los ciudadanos, garantía que está reflejada en la Carta de Derechos del Ciudadano de los Castilla-La Mancha. Existen diferentes tipos de usuarios: la propia administración y los ciudadanos que acuden en la legítima defensa de sus intereses o con fines culturales o científicos.
- Servicios de información. Cualquier ciudadano puede pedir asesoramiento y orientación al personal del Archivo, tanto para la localización de documentos, como para la averiguación de datos. Además de las consulta presenciales, se puede solicitar información al centro a través de correo electrónico, fax, correo ordinario o teléfono.
- Consultas de documentos. Se puede acceder a la consulta directa de los documentos según lo establecido en la legislación vigente sobre acceso a la información, con las restricciones y excepciones establecidas en la legislación estatal y autonómica.
- Préstamo de documentos. Este servicio se limita a las instituciones productoras de los documentos, así como a las instituciones que lo soliciten legalmente.
- Reproducción de documentos. Los servicios de reprografía del archivo permiten obtener copias mediante fotocopia, microfilm, reproductoras digitales o impresoras.
- Programas de Difusión Cultural. Talleres didácticos para estudiantes de Educación Infantil, Educación Primaria, ESO y Bachillerato, con cita previa.

Además, en colaboración con la Asociación de Amigos del AHP de Guadalajara se llevan a cabo diferentes actividades, como la celebración de las jornadas sobre investigación en archivos, cursos de archivística, historia de las Instituciones, paleografía y diplomática, o exposiciones.